# Glauconoe
Glauconoe és un gènere monotípic d'arnes de la família Crambidae. Conté només una espècie, Glauconoe deductalis, que es troba a Austràlia (Queensland), Nova Guinea, Sri Lanka i Taiwan.